# 은글꼴
은글꼴(unfonts)은 트루타입 글꼴로서 백묵글꼴과 함께 대한민국의 대표적인 오픈소스 공개 글꼴 중의 하나이다. 현재 박원규, 신정식을 비롯한 개발자에 의해 조금씩 개선되고 있다.

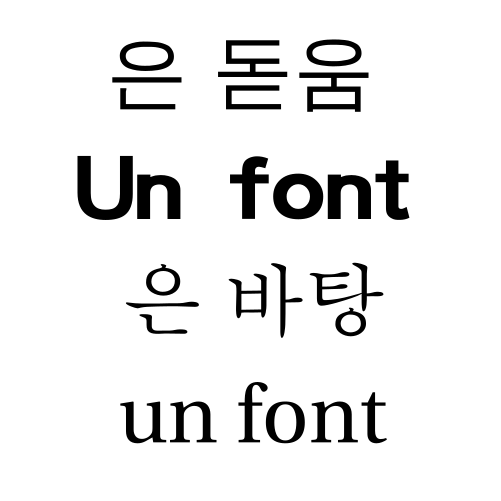
은 글꼴(Un fonts)

## 개요
은글꼴은 원래 은광희의 한글 LaTeX 글꼴에서 쓰던 포스트스크립트 Type1 글꼴이었던 것을 박원규가 트루타입 글꼴로 변형해서 재배포하게 된 것이며, 신정식과 함께 글꼴을 관리 및 개발하고 있다.
미리보기 버전부터 은바탕 글꼴이 첫가끝 옛 한글을 구현한 GSUB를 포함하고 있고 JN에 의해 개발된 상당히 미려한 8x3x5 윤곽선 조합방식의 옛 한글을 지원하게 되었다.

## 특징
비교적 최근 이전까지는 백묵글꼴이라는 BSD 라이선스의 공개 한글 글꼴이 있었으나, 그 품질이 그다지 좋지 않은 단점이 있었다. 백묵글꼴이 공개된 후에 백묵글꼴은 급속도로 빠르게 리눅스의 한글 기본 글꼴로 채택되었다.
은글꼴은 백묵보다도 더 가독성이 높고 더욱 미려한 글꼴로 빠른 속도로 리눅스의 기본 글꼴로 채택되고 있다.

### 다양한 글꼴 세트
은글꼴은 바탕, 돋움, 그래픽, 궁서 등의 기본글꼴체 및 옛글, 필기, 펜, 펜흘림, 봄, 자모 등등의 다양한 글꼴 세트로 구성되어 있다.

### 굵은 서체 지원
은글꼴에 포함된 몇몇 기본 글꼴은 굵은 글꼴 서체도 지원한다. 굵은 글꼴은 윈도나 맥에서조차도 제대로 지원되지 않고 그 대신에 알고리즘에 의해 굵은 글꼴이 지원되고 있는 반면, 은글꼴의 바탕, 돋움, 그래픽은 굵은 글꼴이 따로 준비되어 있다.

### 옛 한글일부 지원
원래의 은글꼴에는 옛 한글을 위한 자모글자체가 포함되지 않았으나, 은글꼴을 트루타입으로 최초 변환하면서 옛 한글을 위한 자모글자체가 함께 포함되어 배포되고 있다. 옛 한글 자모가 포함되어 있는 글꼴은 바탕체와 자모바탕체가 있다. 또한 바탕체에 포함된 옛 한글은 트루타입 오픈의 GSUB 기술을 지원하여 상당히 미려한 모양의 옛 한글을 지원하고 있다.

### 한자 지원
공개된 글꼴중에 한자까지 지원하는 글꼴은 드물다. 이에 반해 은글꼴은 한자글꼴도 같이 지원하며 바탕, 돋움, 궁서는 한자를 지원하고 있고, 굵은글꼴 역시 한자를 지원한다.

## 기술적 특징
은글꼴은 백묵글꼴과 더불어 대한민국의 대표적인 오픈 소스 글꼴 중의 하나이며, 은광희 혼자의 노력으로 최초 개발되었고 GPL 글꼴이라는 라이선스를 채택한 대한민국의 유일한 글꼴이었다. 그러므로 글꼴의 모든 소스가 공개되어있다.

### 조합 방식의 글꼴
은글꼴은 내부적으로 조합 방식의 Composite 트루타입 글꼴로 각 초성 중성 종성의 벌 수가 가변적인 특징이 있어서 글꼴의 크기가 여타의 조합 방식의 글꼴이 아닌 다른 글꼴에 비해 상당히 작은 편이다.

## 표현상의 한계
은글꼴은 원래 포스트스크립트 Type1 글꼴이었다. 이 글꼴에는 Type1에 대한 힌팅 정보가 들어있었다. 그러나 이것을 트루타입으로 변환하면서 Type1 자형에 대한 힌팅 정보가 변환 과정에서 소실되게 되므로 트루타입 글꼴에서는 힌팅 정보가 없다. 폰트 렌더링 기술이 그다지 뛰어나지 않은 마이크로소프트의 운영 체제에서 은글꼴을 렌더링하면 너무 흐릿하여 기본 글꼴로 사용하기 어려웠으나, 은글꼴 최신 글꼴은 fontforge의 자동 힌팅 인스트럭션 기능으로 힌팅 정보가 들어가서 어느 정도 볼만하게 되었다. 작은 글꼴의 힌팅 문제로 마이크로소프트 운영 체제에서는 그다지 예쁘게 안 보이지만 리눅스의 FreeType 환경에서는 전혀 문제가 되지 않는 것으로 알려져 있다.
은글꼴을 트루타입 대신 오픈타입으로 변환할 수도 있는데, 이 경우에는 변환에 의한 정보 손실 없이 원래 은글꼴이 가지고 있는 힌팅 정보를 그대로 쓸 수 있고, 트루타입 글꼴로 변환할 때 생기는 윤곽선의 정보 손실이 전혀 없게 된다. 오픈타입 글꼴을 쓸 경우 마이크로소프트 운영 체제에서도 괜찮게 보여지나 원래 내장된 힌팅은 스크린 글꼴을 위한 힌팅이 아니므로 문제가 완전히 없어지는 것은 아니다.

## 구성
은폰트는 리눅스 데비안계열에서는 2개의 꾸러미 즉 fonts-unfonts-core 와 fonts-unfonts-extra 로 구성되어있다.

## 같이 보기
- 맑은 고딕
- 컴퓨터 글꼴
- 백묵 글꼴
- 오픈 폰트 라이선스
- 노토 폰트